# Saint-Pamphile
Pour les articles homonymes, voir Pamphile.
Saint-Pamphile est une ville du Québec, située dans la municipalité régionale de comté de L'Islet, dans la région administrative de Chaudière-Appalaches.
À la frontière canado-étasunienne, Saint-Pamphile compte un poste de douane relié au Maine. Ville centrale des sept municipalités environnantes, c'est à Saint-Pamphile que l'on retrouve, entre autres, le CLSC, l'aréna, l'école primaire Saint-Joseph et l'école secondaire La Rencontre. Le recensement de 2021 y dénombre 2 274 habitants.

## Toponymie
La paroisse a été mise sous le patronyme de Saint-Pamphile en l'honneur de Pamphile-Gaspard Verreault (1832-1906), ancien député de L'Islet qui fut également un bienfaiteur de la paroisse.

## Histoire
Le premier colon à s'établir à Saint-Pamphile fut Frédéric Vaillancourt, originaire de la municipalité de Saint-Aubert, en 1858. Une mission catholique voit le jour dans les années suivantes, puisqu'en 1872 une cloche est livrée pour la mission. Les registres de la paroisse s'ouvrent en 1880, ce qui marque également l'arrivée d'un curé résident.
Malgré les terrains rocailleux, de nombreux colons vinrent tenter leur chance sur le territoire qui, en 1888, reçut officiellement le titre de municipalité de Saint-Pamphile. Il faudra toutefois attendre 1963 pour que Saint-Pamphile accède au statut légal de ville. C’est en 1880 que débute la construction de l’église qui fut restaurée en 1919 pour y ajouter des galeries. Ce n’est qu’à partir de 1890 que les médecins pratiquent et résident dans la paroisse.
Le centre communautaire Noël-Anctil, actuellement utilisé par la Maison de la Famille, Hop! La Vie, l’ABC des Hauts Plateaux et le Centre d’aide de recherche d’emploi Montmagny-L’Islet, a vu le jour en 1907 en tant que couvent.
Saint-Pamphile a donné naissance à deux autres paroisses. En 1898, Saint-Adalbert voyait le jour. En 1938, Saint-Omer était formé à même le territoire et la population de Saint-Pamphile.
En 1936 les citoyens de la route Elgin et du rang Double bénéficient de l’électricité. Sept ans plus tard, le village se munit d’un réseau d’aqueduc amélioré, qui assure aux citoyens du village, une meilleure protection contre les incendies. La construction de la salle paroissiale en 1942 est une réalisation de Joseph Alexandre, curé de Saint-Pamphile. Son objectif est de ressusciter, dans son architecture, le Manoir Philippe-Aubert-de-Gaspé de St-Jean-Port-Joli, détruit par les flammes en 1909. Aujourd’hui, elle abrite les bureaux de Ville de Saint-Pamphile ainsi que la bibliothèque municipale Marie-Louise-Gagnon. Le Club de l’âge d’or est locataire de la salle municipale, la construction de celle-ci a coûté autrefois 45 000 $.

### Chronologie
- 21 janvier 1888 : érection de la municipalité de Saint-Pamphile.
- 20 avril 1963 : la municipalité de Saint-Pamphile change de statut et devient la ville de Saint-Pamphile.

## Géographie
La rivière à la Truite coule vers le sud-est jusqu'à sa confluence rive gauche avec la Grande rivière Noire qui coule vers le sud-est et délimite le sud-ouest de la municipalité.
La rivière Gobeil traverse la municipalité du nord-ouest au sud-est.
La rivière des Gagnon coule vers le sud-est jusqu'à sa confluence avec la  rivière Saint-Roch coule vers le sud-est le long de la limite est de la municipalité.

## Démographie
| 1996  | 2001  | 2006  | 2011  | 2016  | 2021  |
| ----- | ----- | ----- | ----- | ----- | ----- |
| 2 990 | 2 847 | 2 704 | 2 685 | 2 400 | 2 274 |

On compte, en 2016, 2 400 individus sur une superficie totale de 137,21 km2. Ce qui fait un ratio de 17,5 personnes/km².

## Administration
Les élections municipales se font en bloc pour le maire et les six conseillers.
| Saint-Pamphile Maires depuis 2002                                                                                    |                 |         |          |
| Élection | Maire           | Qualité | Résultat |
| 2002 | Réal Laverdière |         | Voir     |
| 2005 | Réal Laverdière | Voir    |          |
| 2009 | Réal Laverdière | Voir    |          |
| 2013 | Mario Leblanc   |         | Voir     |
| 2017 | Mario Leblanc   | Voir    |          |
| 2021 | Mario Leblanc   | Voir    |          |
| Élection partielle en italique Depuis 2005, les élections sont simultanées dans toutes les municipalités québécoises |                 |         |          |

Jacques Leblanc (1924-1996) est maire de 1974 à 1978.

## Économie

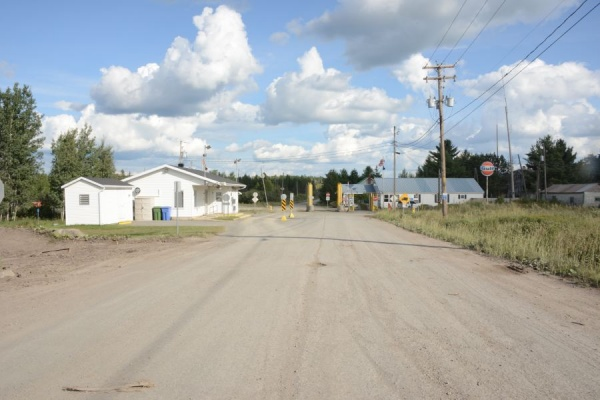
Poste de douane à la frontière avec les États-Unis, principalement destiné à la circulation du bois.

La principale activité économique de la région est la coupe de bois. On compte deux grandes entreprises de transformation de matières premières, nommément Matériaux Blanchet et Maibec. Quelques commerces et un centre d'achats font aussi rouler l'économie de Saint-Pamphile. Pour répondre aux besoins des colons, les premières scieries ouvrent entre 1870 et 1880. Au fur et à mesure que la demande du bois de construction croît, au milieu des années 1930, les moulins se multiplient, s’agrandissent et se modernisent. Ce n’est qu’en 1950 que les deux plus gros employeurs de la région apparaissent comme on les connaît aujourd’hui. Au début des années 1950, on assiste à la fondation des Industries Maibec. En 1969, on lui donne cette appellation née de la contraction de Maine et Québec. En avril 1958, Matériaux Blanchet Inc. commence ses opérations. En contrepoids à l’industrie forestière, le textile fait son apparition en 1954 ; Industrie Troie Inc. confectionne des vêtements. En 1968, cette entreprise se spécialise dans la production de jeans pour de grandes marques. Malheureusement, cette entreprise a fermé ses portes en novembre 2004. Le dynamisme de la population fait en sorte que plusieurs entreprises ont vu le jour durant les dernières années. Les compagnies suivantes sont venues s’implanter dans le Parc industriel : Bois Cargault Inc., Bois de Foyer I.G.L. Inc., Usinage J.S. Inc., Industries Maibec, Textiles Gauvin Inc., Trans Ray Gauvin Inc. et Transport St-Pamphile Inc.

## Tourisme
Le festival du Bûcheux , un organisme à but non lucratif, se tient toujours la dernière fin de semaine complète du mois d'août. Une multitude d'activités sportives rappelant la dominance de l'activité forestière dans la région sont à l'honneur dans cette organisation qui remet, à chaque édition, une partie de ses profits au Service des loisirs de Saint-Pamphile afin de réduire le coût d’inscription aux loisirs des citoyens des municipalités de L’Islet-Sud ainsi que de fournir aux organismes culturels de Saint-Pamphile une subvention annuelle. Ponctué de compétitions forestières, de spectacles en tous genres (humour, chansons, sport, danse...), ce rendez-vous annuel offre aux participants méchouis, piqueniques, tournois de golf, etc. L'évènement attire en moyenne un peu plus de 25 000 visiteurs chaque année.